# Polen op de Olympische Winterspelen 2022
Polen was een van de deelnemers aan de Olympische Winterspelen van 2022 in Peking, China.

## Medailleoverzicht
| Sport          | Olympiër(s)   | Onderdeel          | Medaille |
| -------------- | ------------- | ------------------ | -------- |
| Schansspringen | Dawid Kubacki | Normale schans (v) | Brons    |

## Deelnemers en resultaten
(m) = mannen, (v) = vrouwen 

### Alpineskiën
Mannen
| Naam            | Onderdeel    | 1e run | 1e run | 2e run         | 2e run         | Totaal         | Totaal         |
| Naam            | Onderdeel    | Tijd   | Rang   | Tijd           | Rang           | Tijd           | Rang           |
| --------------- | ------------ | ------ | ------ | -------------- | -------------- | -------------- | -------------- |
| Michał Jasiczek | Reuzenslalom | DNF    | DNF    | niet geplaatst | niet geplaatst | niet geplaatst | niet geplaatst |
| Michał Jasiczek | Slalom       | 57,40  | 30     | DQ             | DQ             | DQ             | DQ             |
| Paweł Pyjas     | Reuzenslalom | DNF    | DNF    | niet geplaatst | niet geplaatst | niet geplaatst | niet geplaatst |
| Paweł Pyjas     | Slalom       | DNF    | DNF    | niet geplaatst | niet geplaatst | niet geplaatst | niet geplaatst |

Vrouwen
| Naam                    | Onderdeel    | 1e run  | 1e run | 2e run         | 2e run         | Totaal         | Totaal         |
| Naam                    | Onderdeel    | Tijd    | Rang   | Tijd           | Rang           | Tijd           | Rang           |
| ----------------------- | ------------ | ------- | ------ | -------------- | -------------- | -------------- | -------------- |
| Maryna Gąsienica-Daniel | Reuzenslalom | 59,24   | 11     | 57,87          | 4              | 1:57,11        | 8              |
| Maryna Gąsienica-Daniel | Super G      | n.v.t.  | n.v.t. | n.v.t.         | n.v.t.         | 1:15,81        | 26             |
| Magdalena Łuczak        | Reuzenslalom | 1:01,96 | 32     | 1:00,89        | 26             | 2:02,85        | 26             |
| Magdalena Łuczak        | Slalom       | DNF     | DNF    | niet geplaatst | niet geplaatst | niet geplaatst | niet geplaatst |
| Zuzanna Czapska         | Reuzenslalom | 1:03,63 | 37     | 1:01,52        | 29             | 2:05,15        | 30             |
| Zuzanna Czapska         | Slalom       | DNF     | DNF    | niet geplaatst | niet geplaatst | niet geplaatst | niet geplaatst |
| Hanna Zięba             | Reuzenslalom | DNS     | DNS    | DNS            | DNS            | DNS            | DNS            |

Gemengd
| Naam                                                                 | Onderdeel       | Achtste finale         | Kwartfinale            | Halve finale           | Finale / BM            | Finale / BM |
| Naam                                                                 | Onderdeel       | Tegenstander Resultaat | Tegenstander Resultaat | Tegenstander Resultaat | Tegenstander Resultaat | Rang        |
| -------------------------------------------------------------------- | --------------- | ---------------------- | ---------------------- | ---------------------- | ---------------------- | ----------- |
| Maryna Gąsienica-Daniel Michał Jasiczek Magdalena Łuczak Pawel Pyjas | Landenwedstrijd | NOR verlies            | niet geplaatst         | niet geplaatst         | niet geplaatst         | 10          |

### Biatlon
Mannen
| Naam           | Onderdeel     | Tijd    | Missers     | Rang |
| -------------- | ------------- | ------- | ----------- | ---- |
| Grzegorz Guzik | Individueel   | 54:47,9 | 3 (0+1+1+1) | 49   |
| Grzegorz Guzik | Sprint        | 26:36,2 | 1 (0+1)     | 48   |
| Grzegorz Guzik | Achtervolging | 47:07,0 | 8 (2+3+1+2) | 54   |

Vrouwen
| Naam                                                     | Onderdeel       | Tijd      | Missers      | Rang |
| -------------------------------------------------------- | --------------- | --------- | ------------ | ---- |
| Monika Hojnisz-Staręga                                   | Individueel     | 46:55,3   | 2 (0+0+1+1)  | 20   |
| Monika Hojnisz-Staręga                                   | Sprint          | 22:12,9   | 1 (1+0)      | 16   |
| Monika Hojnisz-Staręga                                   | Achtervolging   | 37:15,7   | 2 (2+0+0+0)  | 9    |
| Monika Hojnisz-Staręga                                   | Massastart      | 44:06,6   | 8 (2+3+1+2)  | 27   |
| Anna Mąka                                                | Individueel     | 58.18,3   | 9 (2+2+2+3)  | 85   |
| Anna Mąka                                                | Sprint          | 23.55,4   | 3 (1+2)      | 66   |
| Kinga Zbylut                                             | Individueel     | 50.54,7   | 3 (0+1+1+1)  | 55   |
| Kinga Zbylut                                             | Sprint          | 24.05,1   | 2 (1+1)      | 69   |
| Kamila Żuk                                               | Individueel     | 49.02,7   | 3 (0+2+1+0)  | 36   |
| Kamila Żuk                                               | Sprint          | 23.22,9   | 1 (1+0)      | 53   |
| Kamila Żuk                                               | Achtervolging   | DNS       | DNS          | DNS  |
| Monika Hojnisz-Staręga Kamila Żuk Kinga Zbylut Anna Mąka | 4x6km Estafette | 1:17:12,1 | 11 (1+5+0+5) | 14   |

### Kunstrijden
Individueel
| Naam                 | Onderdeel | KK    | KK   | VK     | VK   | Totaal | Totaal |
| Naam                 | Onderdeel | Score | Rang | Score  | Rang | Score  | Rang   |
| -------------------- | --------- | ----- | ---- | ------ | ---- | ------ | ------ |
| Jekaterina Koerakova | Vrouwen   | 59,08 | 24   | 126,76 | 12   | 185,84 | 12     |

Gemengd
| Naam                              | Onderdeel | KK    | KK   | VK    | VK   | Totaal | Totaal |
| Naam                              | Onderdeel | Score | Rang | Score | Rang | Score  | Rang   |
| --------------------------------- | --------- | ----- | ---- | ----- | ---- | ------ | ------ |
| Natalia Kaliszek Maksym Spodyriev | IJsdansen | 70,32 | 15   | 96,99 | 20   | 167,31 | 17     |

### Langlaufen
Maximaal vier deelnemers per onderdeel
Lange afstanden
Mannen
| Naam            | Onderdeel             | Uitslag   | Uitslag |
| Naam            | Onderdeel             | Tijd      | Rang    |
| --------------- | --------------------- | --------- | ------- |
| Dominik Bury    | 15 km klassieke stijl | 40:48,4   | 27      |
| Dominik Bury    | 30 km skiatlon        | 1:22:40,6 | 26      |
| Dominik Bury    | 50 km vrije stijl     | 1:16:01,0 | 30      |
| Mateusz Haratyk | 15 km klassieke stijl | 43:00,3   | 60      |
| Mateusz Haratyk | 30 km skiatlon        | LAP       | 52      |
| Mateusz Haratyk | 50 km vrije stijl     | 1:20:24,0 | 50      |

Vrouwen
| Naam                                                             | Onderdeel             | Uitslag                                   | Uitslag |
| Naam                                                             | Onderdeel             | Tijd                                      | Rang    |
| ---------------------------------------------------------------- | --------------------- | ----------------------------------------- | ------- |
| Magdalena Kobielusz                                              | 10 km klassieke stijl | 35:40,3                                   | 78      |
| Magdalena Kobielusz                                              | 15 km skiatlon        | 54:12,0                                   | 59      |
| Magdalena Kobielusz                                              | 30 km vrije stijl     | 1:44:48,8                                 | 57      |
| Karolina Kukuczka                                                | 10 km klassieke stijl | 33:16,6                                   | 64      |
| Izabela Marcisz                                                  | 10 km klassieke stijl | 30:54,6                                   | 29      |
| Izabela Marcisz                                                  | 15 km skiatlon        | 47:30,7                                   | 16      |
| Izabela Marcisz                                                  | 30 km vrije stijl     | 1:31:43,0                                 | 21      |
| Monika Skinder                                                   | 10 km klassieke stijl | 31:49,9                                   | 49      |
| Izabela Marcisz Monika Skinder Weronika Kaleta Karolina Kukuczka | 4×5 km estafette      | 1:00:21,5 15:24,8 16:01,4 14:24,8 14:30,5 | 14      |

Sprint
Mannen
| Naam                      | Onderdeel  | Kwalificatie | Kwalificatie | Kwartfinales   | Kwartfinales   | Halve finales  | Halve finales  | Finale         | Finale         |
| Naam                      | Onderdeel  | Tijd         | Rang         | Tijd           | Rang           | Tijd           | Rang           | Tijd           | Rang           |
| ------------------------- | ---------- | ------------ | ------------ | -------------- | -------------- | -------------- | -------------- | -------------- | -------------- |
| Kamil Bury                | Sprint     | 3:02,73      | 58           | niet geplaatst | niet geplaatst | niet geplaatst | niet geplaatst | niet geplaatst | niet geplaatst |
| Maciej Staręga            | Sprint     | 2:53,61      | 26           | 2:58,56        | 4              | niet geplaatst | niet geplaatst | niet geplaatst | niet geplaatst |
| Maciej Staręga Kamil Bury | Teamsprint | n.v.t.       | n.v.t.       | n.v.t.         | n.v.t.         | 20:19,87       | 8              | niet geplaatst | niet geplaatst |

Vrouwen
| Naam                           | Onderdeel  | Kwalificatie | Kwalificatie | Kwartfinales   | Kwartfinales   | Halve finales  | Halve finales  | Finale         | Finale         |
| Naam                           | Onderdeel  | Tijd         | Rang         | Tijd           | Rang           | Tijd           | Rang           | Tijd           | Rang           |
| ------------------------------ | ---------- | ------------ | ------------ | -------------- | -------------- | -------------- | -------------- | -------------- | -------------- |
| Weronika Kaleta                | Sprint     | 3:32,28      | 50           | niet geplaatst | niet geplaatst | niet geplaatst | niet geplaatst | niet geplaatst | niet geplaatst |
| Izabela Marcisz                | Sprint     | 3:25,62      | 39           | niet geplaatst | niet geplaatst | niet geplaatst | niet geplaatst | niet geplaatst | niet geplaatst |
| Monika Skinder                 | Sprint     | 3:27,93      | 42           | niet geplaatst | niet geplaatst | niet geplaatst | niet geplaatst | niet geplaatst | niet geplaatst |
| Izabela Marcisz Monika Skinder | Teamsprint | n.v.t.       | n.v.t.       | n.v.t.         | n.v.t.         | 23:32,34       | 6              | 23:48,01       | 9              |

### Noordse combinatie
| Naam                 | Onderdeel                | Schansspringen | Schansspringen | Schansspringen | Langlaufen | Langlaufen | Totaal  | Totaal |
| Naam                 | Onderdeel                | Afstand        | Punten         | Rang           | Tijd       | Rang       | Tijd    | Rang   |
| -------------------- | ------------------------ | -------------- | -------------- | -------------- | ---------- | ---------- | ------- | ------ |
| Szczepan Kupczak     | Gundersen normale schans | 89,5           | 87,5           | 32             | 27:22,3    | 37         | 30:24,3 | 34     |
| Szczepan Kupczak     | Gundersen grote schans   | 121,5          | 86,3           | 30             | 28:25,8    | 42         | 31:59,8 | 35     |
| Andrzej Szczechowicz | Gundersen normale schans | 82,5           | 76,4           | 37             | 26:40,2    | 33         | 30:26,2 | 35     |
| Andrzej Szczechowicz | Gundersen grote schans   | 93,0           | 44,6           | 45             | 29:27,5    | 44         | 35:48,5 | 45     |

### Rodelen
Individueel
| Olympiërs          | Onderdeel | Run 1  | Run 1 | Run 2  | Run 2 | Run 3    | Run 3 | Run 4          | Run 4          | Totaal         | Totaal |
| Olympiërs          | Onderdeel | Tijd   | Rang  | Tijd   | Rang  | Tijd     | Rang  | Tijd           | Rang           | Tijd           | Rang   |
| ------------------ | --------- | ------ | ----- | ------ | ----- | -------- | ----- | -------------- | -------------- | -------------- | ------ |
| Mateusz Sochowicz  | Mannen    | 58,863 | 24    | 59,196 | 26    | 58,867   | 24    | niet geplaatst | niet geplaatst | niet geplaatst | 25     |
| Klaudia Domaradzka | Vrouwen   | 59,871 | 25    | 59,892 | 25    | 1.01,313 | 31    | niet geplaatst | niet geplaatst | niet geplaatst | 27     |

Dubbels mannen
| Olympiërs                             | Run 1  | Run 1 | Run 2  | Run 2 | Totaal   | Totaal |
| Olympiërs                             | Tijd   | Rang  | Tijd   | Rang  | Tijd     | Rang   |
| ------------------------------------- | ------ | ----- | ------ | ----- | -------- | ------ |
| Wojciech Chmielewski Jakub Kowalewski | 58,992 | 8     | 59,073 | 9     | 1:58,065 | 9      |

Gemengde estafette
| Olympiërs                               | Runs     | Runs | Totaal   | Totaal |
| Olympiërs                               | Tijd     | Rang | Tijd     | Rang   |
| --------------------------------------- | -------- | ---- | -------- | ------ |
| Klaudia Domaradzka                      | 1:01,448 | 10   | 3:07,136 | 8      |
| Mateusz Sochowicz                       | 1:02.727 | 9    | 3:07,136 | 8      |
| Wojciech Chmielewski / Jakub Kowalewski | 1:02,961 | 7    | 3:07,136 | 8      |

### Schaatsen
Mannen
| Naam            | Onderdeel | Uitslag | Uitslag |
| Naam            | Onderdeel | Tijd    | Rang    |
| --------------- | --------- | ------- | ------- |
| Marek Kania     | 500m      | 34,928  | 16      |
| Piotr Michalski | 500m      | 34,524  | 5       |
| Piotr Michalski | 1000m     | 1:08,56 | 4       |
| Damian Żurek    | 500m      | 34,734  | 11      |
| Damian Żurek    | 1000m     | 1:09,08 | 13      |

Vrouwen
| Naam                | Onderdeel | Uitslag | Uitslag |
| Naam                | Onderdeel | Tijd    | Rang    |
| ------------------- | --------- | ------- | ------- |
| Karolina Bosiek     | 1000 m    | 1:16,54 | 17      |
| Natalia Czerwonka   | 1500 m    | 1:59,03 | 19      |
| Magdalena Czyszczoń | 1500 m    | 2:05,64 | 30      |
| Magdalena Czyszczoń | 5000 m    | 7:21,49 | 12      |
| Andżelika Wójcik    | 500 m     | 37,78   | 11      |
| Andżelika Wójcik    | 1000 m    | 1:16,79 | 20      |
| Kaja Ziomek         | 500 m     | 37,70   | 9       |

Massastart
| Naam                | Onderdeel | Halve finale | Halve finale | Halve finale | Finale         | Finale         | Finale         |
| Naam                | Onderdeel | Punten       | Tijd         | Rang         | Punten         | Tijd           | Rang           |
| ------------------- | --------- | ------------ | ------------ | ------------ | -------------- | -------------- | -------------- |
| Zbigniew Bródka     | Mannen    | 0            | 8:17,49      | 14           | niet geplaatst | niet geplaatst | niet geplaatst |
| Artur Janicki       | Mannen    | 0            | 7:44,48      | 11           | niet geplaatst | niet geplaatst | niet geplaatst |
| Karolina Bosiek     | Vrouwen   | 6            | 8:34,442     | 5            | 2              | 8:21,07        | 10             |
| Magdalena Czyszczoń | Vrouwen   | 4            | 8:31,77      | 6            | DQ             | DQ             | DQ             |

Ploegenachtervolging
| Naam                                                  | Onderdeel | Kwartfinale       | Kwartfinale | Halve finale      | Halve finale   | Finale            | Finale |
| Naam                                                  | Onderdeel | Tegenstander Tijd | Rang        | Tegenstander Tijd | Rang           | Tegenstander Tijd | Rang   |
| ----------------------------------------------------- | --------- | ----------------- | ----------- | ----------------- | -------------- | ----------------- | ------ |
| Karolina Bosiek Natalia Czerwonka Magdalena Czyszczoń | Vrouwen   | ROC 3:01,92       | 7           | niet geplaatst    | niet geplaatst | niet geplaatst    | 8      |

### Schansspringen
Mannen
| Naam                                             | Onderdeel       | Kwalificatie | Kwalificatie | Kwalificatie | Eerste ronde            | Eerste ronde                | Eerste ronde | Finaleronde             | Finaleronde                  | Finaleronde | Totaal                        | Totaal |
| Naam                                             | Onderdeel       | Afstand      | Score        | Rang         | Afstand                 | Score                       | Rang         | Afstand                 | Score                        | Rang        | Score                         | Rang   |
| ------------------------------------------------ | --------------- | ------------ | ------------ | ------------ | ----------------------- | --------------------------- | ------------ | ----------------------- | ---------------------------- | ----------- | ----------------------------- | ------ |
| Stefan Hula                                      | Normale schans  | 90,5         | 87,9         | 27           | 103,0                   | 127,0                       | 23           | 93,5                    | 110,8                        | 27          | 237,8                         | 26     |
| Dawid Kubacki                                    | Normale schans  | 94           | 98,3         | 16           | 104,0                   | 133,1                       | 8            | 103,0                   | 132,8                        | 2           | 265,9                         | Brons  |
| Dawid Kubacki                                    | Grote schans    | 125,5        | 112,5        | 22           | 131,0                   | 123,7                       | 25           | 131,5                   | 127,5                        | 23          | 251,2                         | 26     |
| Kamil Stoch                                      | Normale schans  | 83,5         | 78,7         | 36           | 101,5                   | 136,3                       | 3            | 97,5                    | 124,6                        | 13          | 260,9                         | 6      |
| Kamil Stoch                                      | Grote schans    | 128,0        | 122,5        | 8            | 137,5                   | 140,3                       | 4            | 133,5                   | 136,9                        | 8           | 277,2                         | 4      |
| Paweł Wąsek                                      | Grote schans    | 117,5        | 96,5         | 36           | 129,0                   | 121,9                       | 28           | 134,5                   | 132,4                        | 16          | 254,3                         | 21     |
| Piotr Żyła                                       | Normale schans  | 102,5        | 112,1        | 3            | 95,0                    | 121,6                       | 27           | 99,0                    | 123,9                        | 14          | 245,5                         | 21     |
| Piotr Żyła                                       | Grote schans    | 120,0        | 106,3        | 27           | 134,0                   | 129,7                       | 15           | 131,0                   | 125,8                        | 25          | 255,5                         | 18     |
| Piotr Żyła Paweł Wąsek Dawid Kubacki Kamil Stoch | Landenwedstrijd | n.v.t.       | n.v.t.       | n.v.t.       | 118,0 131,5 122,0 137,0 | 434,5 96,4 116,1 95,5 126,5 | 6 7 3 6 1    | 125,5 120,0 126,0 127,5 | 445,6 119,5 97,2 107,5 121,4 | 5 2 8 5 2   | 880,1 215,9 213,3 203,0 247,9 | 6      |

Vrouwen
| Naam            | Onderdeel | Eerste ronde | Eerste ronde | Eerste ronde | Finaleronde    | Finaleronde    | Finaleronde    | Totaal         | Totaal |
| Naam            | Onderdeel | Afstand      | Score        | Rang         | Afstand        | Score          | Rang           | Score          | Rang   |
| --------------- | --------- | ------------ | ------------ | ------------ | -------------- | -------------- | -------------- | -------------- | ------ |
| Nicole Konderla | Vrouwen   | 64,0         | 37,8         | 36           | niet geplaatst | niet geplaatst | niet geplaatst | niet geplaatst | 36     |
| Kinga Rajda     | Vrouwen   | 69,0         | 40,9         | 35           | niet geplaatst | niet geplaatst | niet geplaatst | niet geplaatst | 35     |

Gemengd
| Naam                                                  | Onderdeel       | Eerste ronde        | Eerste ronde                | Eerste ronde | Finaleronde           | Finaleronde                 | Finaleronde | Totaal                        | Totaal |
| Naam                                                  | Onderdeel       | Afstand             | Score                       | Rang         | Afstand               | Score                       | Rang        | Score                         | Rang   |
| ----------------------------------------------------- | --------------- | ------------------- | --------------------------- | ------------ | --------------------- | --------------------------- | ----------- | ----------------------------- | ------ |
| Nicole Konderla Dawid Kubacki Kinga Rajda Kamil Stoch | Landenwedstrijd | 75,5 96,0 80,5 99,5 | 386,1 67,8 114,6 78,4 125,3 | 5 8 7 8      | 72,5 101,0 73,5 102,5 | 377,1 61,3 123,6 61,4 130,8 | 6 7 4 7 2   | 763,2 129,1 238,2 139,8 256,1 | 6      |

### Shorttrack
Mannen
| Naam             | Onderdeel | Series | Series | Kwartfinale | Kwartfinale | Halve finale   | Halve finale   | Finale         | Finale         |
| Naam             | Onderdeel | Tijd   | Rang   | Tijd        | Rang        | Tijd           | Rang           | Tijd           | Rang           |
| ---------------- | --------- | ------ | ------ | ----------- | ----------- | -------------- | -------------- | -------------- | -------------- |
| Michał Niewiński | 1500 m    | n.v.t. | n.v.t. | 2:12,852    | 6           | niet geplaatst | niet geplaatst | niet geplaatst | niet geplaatst |

Vrouwen
| Naam                                                                    | Onderdeel | Series   | Series | Kwartfinale    | Kwartfinale    | Halve finale   | Halve finale   | Finale         | Finale         |                |                |
| Naam                                                                    | Onderdeel | Tijd     | Rang   | Tijd           | Rang           | Tijd           | Rang           | Tijd           | Rang           |                |                |
| ----------------------------------------------------------------------- | --------- | -------- | ------ | -------------- | -------------- | -------------- | -------------- | -------------- | -------------- | -------------- | -------------- |
| Patrycja Maliszewska                                                    | 500 m     | 44,130   | 3      | niet geplaatst | niet geplaatst | niet geplaatst | niet geplaatst | niet geplaatst | niet geplaatst |                |                |
| Patrycja Maliszewska                                                    | 1000 m    | 1:29,610 | 1      | 1:48,908       | 5              | niet geplaatst | niet geplaatst | niet geplaatst | niet geplaatst |                |                |
| Patrycja Maliszewska                                                    | 1500 m    | n.v.t.   | n.v.t. | 2:25,850       | 5              | niet geplaatst | niet geplaatst | niet geplaatst | niet geplaatst |                |                |
| Nikola Mazur                                                            | 500 m     | 43,732   | 4      | niet geplaatst | niet geplaatst | niet geplaatst | niet geplaatst | niet geplaatst | niet geplaatst |                |                |
| Kamila Stormowska                                                       | 500 m     | 44,053   | 4      | niet geplaatst | niet geplaatst | niet geplaatst | niet geplaatst | niet geplaatst | niet geplaatst |                |                |
| Kamila Stormowska                                                       | 1000 m    | 1:28,567 | 4      | niet geplaatst | niet geplaatst | niet geplaatst | niet geplaatst | niet geplaatst | niet geplaatst |                |                |
| Kamila Stormowska                                                       | 1500 m    | n.v.t.   | n.v.t. | 2:33,603       | 4              | niet geplaatst | niet geplaatst | niet geplaatst | niet geplaatst | niet geplaatst | niet geplaatst |
| Nikola Mazur Natalia Maliszewska Kamila Stormowska Patrycja Maliszewska | Relay     | n.v.t.   | n.v.t. | n.v.t.         | n.v.t.         | 4:17,438       | 3              | niet geplaatst | 6              |                |                |

Gemengd
| Naam                                                             | Onderdeel | Kwartfinale | Kwartfinale | Halve finale   | Halve finale   | Finale         | Finale         |
| Naam                                                             | Onderdeel | Tijd        | Rang        | Tijd           | Rang           | Tijd           | Rang           |
| ---------------------------------------------------------------- | --------- | ----------- | ----------- | -------------- | -------------- | -------------- | -------------- |
| Nikola Mazur Kamila Stormowska Michał Niewiński Lukasz Kuczynski | Relay     | 2:50,513    | 4           | niet geplaatst | niet geplaatst | niet geplaatst | niet geplaatst |

### Snowboarden
Parallelreuzenslalom
| Naam                | Onderdeel | Kwalificatie | Kwalificatie | Achtste finale        | Kwartfinale       | Halve finale      | Finale            | Finale         |                |
| Naam                | Onderdeel | Tijd         | Rang         | Tegenstander Tijd     | Tegenstander Tijd | Tegenstander Tijd | Tegenstander Tijd | Rang           |                |
| ------------------- | --------- | ------------ | ------------ | --------------------- | ----------------- | ----------------- | ----------------- | -------------- | -------------- |
| Oskar Kwiatkowski   | Mannen    | 1:21,52      | 5            | Mirko Felicetti W     | Tim Mastnak DNF   | niet geplaatst    | niet geplaatst    | niet geplaatst |                |
| Michał Nowaczyk     | Mannen    | 1:21,64      | 7            | Alexander Payer +0,09 | niet geplaatst    | niet geplaatst    | niet geplaatst    | niet geplaatst | niet geplaatst |
| Weronika Biela      | Vrouwen   | 1:30,75      | 22           | niet geplaatst        | niet geplaatst    | niet geplaatst    | niet geplaatst    | niet geplaatst |                |
| Aleksandra Król     | Vrouwen   | 1:28,10      | 8            | Polina Smolentsova W  | Ester Ledecká DNF | niet geplaatst    | niet geplaatst    | niet geplaatst |                |
| Aleksandra Michalik | Vrouwen   | 1:37,11      | 24           | niet geplaatst        | niet geplaatst    | niet geplaatst    | niet geplaatst    | niet geplaatst |                |